# Нея (приток Ветлуги)
Не́я — река в России, протекает по Костромской и частично Кировской областях, левый приток Ветлуги. Длина — 115 км, площадь водосборного бассейна — 1370 км².
Образуется слиянием рек Дароватки и Воробьихи на высоте 122 м примерно в 3 км южнее посёлка Дароватка Поназыревского района Костромской области. Протекает в юго-западном направлении. Впадает в Ветлугу в 434 км от её устья. На реке — посёлок городского типа Поназырево.

## Данные водного реестра
По данным государственного водного реестра России относится к Верхневолжскому бассейновому округу, водохозяйственный участок реки — Ветлуга от истока до города Ветлуга, речной подбассейн реки — Волга от впадения Оки до Куйбышевского водохранилища (без бассейна Суры). Речной бассейн реки — (Верхняя) Волга до Куйбышевского водохранилища (без бассейна Оки).
Код объекта в государственном водном реестре — 08010400112110000041950.

## Притоки
(расстояние от устья)
- 23 км: река Вощовка (пр)
- 27 км: река Чёрная (лв)
- 31 км: река Хмелёвка (лв)
- 58,6 км: река Берёзовая (лв)
- 58,8 км: река Прудовка (пр)
- 61 км: река Третница (лв)
- 77 км: река Хмелёвка (пр)
- 89 км: река Пыхтунья (лв)
- 94,5 км: река Полдневая (лв)
- 94,7 км: река Шохорда (лв)